# Luis Fernando de Prusia (1772-1806)

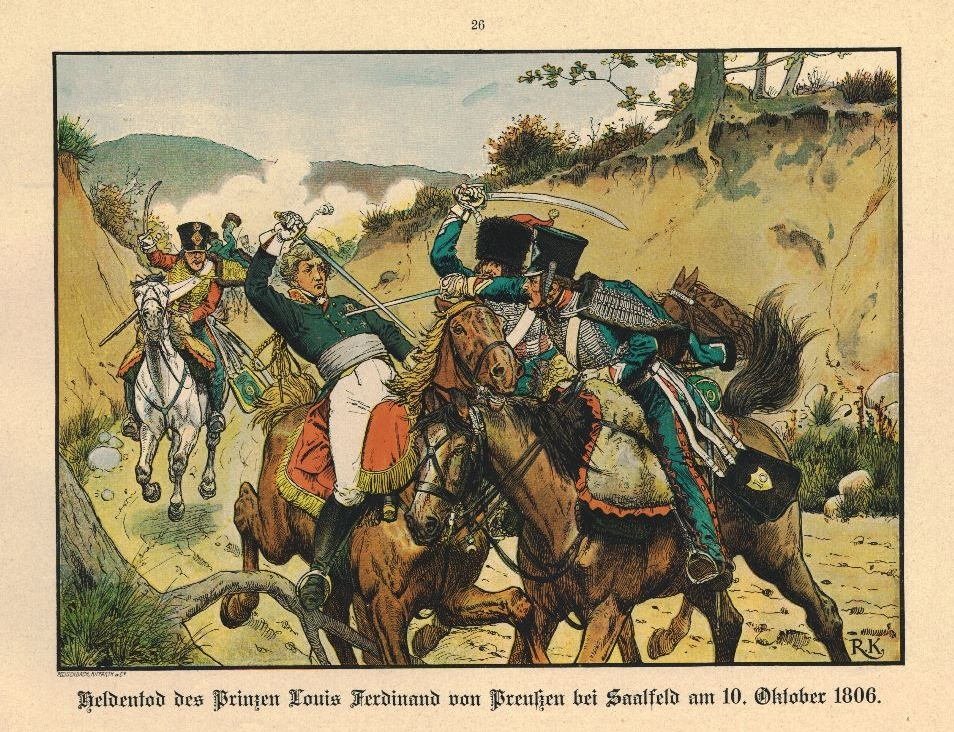
Grabado alemán mostrando la muerte de Luis Fernando.

Luis Fernando Cristián de Prusia (en alemán: Friedrich Ludwig Christian von Preußen; Berlín, 18 de noviembre de 1772-Saalfeld, 10 de octubre de 1806) fue el tercer hijo del príncipe Augusto Fernando de Prusia y de su esposa, Isabel Luisa de Brandeburgo-Schwedt (1738-1820), por lo tanto era sobrino del rey Federico II el Grande.

## Biografía
El nombre "Fernando" (proveniente de su padre) era usado para diferenciarlo de su primo Luis de Prusia (1773-1796), hijo del rey Federico Guillermo II de Prusia. Poseía un gran talento musical y era considerado un gran pianista. Era uno de los asiduos en el salón de Rahel Varnhagen von Ense, donde acostumbraba a tocar el piano para los demás invitados.
El 1 de marzo de 1790 ingresó en el ejército de Prusia con el rango de capitán. Luchó en las guerras revolucionarias francesas. En 1793 fue herido de gravedad en la pierna derecha durante un asalto en el asedio de Maguncia. Antes se había distinguido rescatando personalmente a un soldado herido, bajo el fuego enemigo. Por sus acciones en el asedio de Maguncia, el rey Federico Guillermo II lo ascendió al grado de general y en una carta a sus padres les escribía... "el príncipe es excepcionalmente valiente y un buen oficial... se ha ganado mucha fama y de continuar de esta manera, estoy seguro que será un gran general."
En 1805, Luis Fernando pertenecía al círculo de la reina Luisa de Mecklemburgo-Strelitz, que favorecía la lucha armada contra Napoleón. Reconocía el peligro que Francia representaba y estaba a favor de formar una alianza con Austria. Junto con el Barón vom Stein, trató de persuadir al rey Federico Guillermo III que abandonase la política de neutralidad que el rey seguía. Inicialmente el rey rechazó estos consejos, pero ante la marcha de las tropas de Napoleón por el territorio de Prusia, dio la orden de movilización.
Luis Fernando murió mientras comandaba una tropa de vanguardia, el 10 de octubre de 1806 en la batalla de Saalfeld. Viendo que sus tropas estaban bajo presión por la más numerosa infantería francesa, Luis Fernando atacó a la cabeza de la caballería el flanco francés. Esta carga de caballería fue rechazada por los franceses y el príncipe se encontró en combate cuerpo a cuerpo. El suboficial aposentador de los húsares franceses, Jean-Baptiste Guindey, le ofreció la oportunidad de rendirse, pero el príncipe rechazó la oferta. Atacó con su sable al sargento francés, causándole una herida grave en el rostro. Sin embargo, la respuesta del francés le atravesó el pecho, muriendo de inmediato. Napoleón recompensó a Guindey con la Cruz de la Legión de Honor.
La muerte de Luis Fernando, que era una de las figuras más queridas de la corte en Berlín, fue muy sentida. En 1811, su cuerpo fue trasladado de la capilla del castillo de Saalfeld, donde estaba sepultado temporalmente, a Berlín, donde está enterrado en la cripta de los Hohenzollern de la Catedral de Berlín. Dejó trece composiciones musicales propias, y Ludwig van Beethoven le había dedicado previamente su Concierto para piano y orquesta n.º 3.

### Descendencia
De su matrimonio morganático con la condesa Marie Adelaide de la Grange dejó un hijo, Theodor Friedrich Klitsche de la Grange (1799-1868). De la relación con su amante, Henriette Fromm, dejó dos hijos ilegítimos, Blanca y Ludwig. En 1810, los niños fueron elevados a la nobleza con el título "von Wildebruch". Ludwig von Wildebruch (1803-1874) fue embajador de Prusia ante el Imperio otomano, y su hijo, Ernst von Wildebruch (1845-1909), fue militar, diplomático y escritor de cierta importancia.

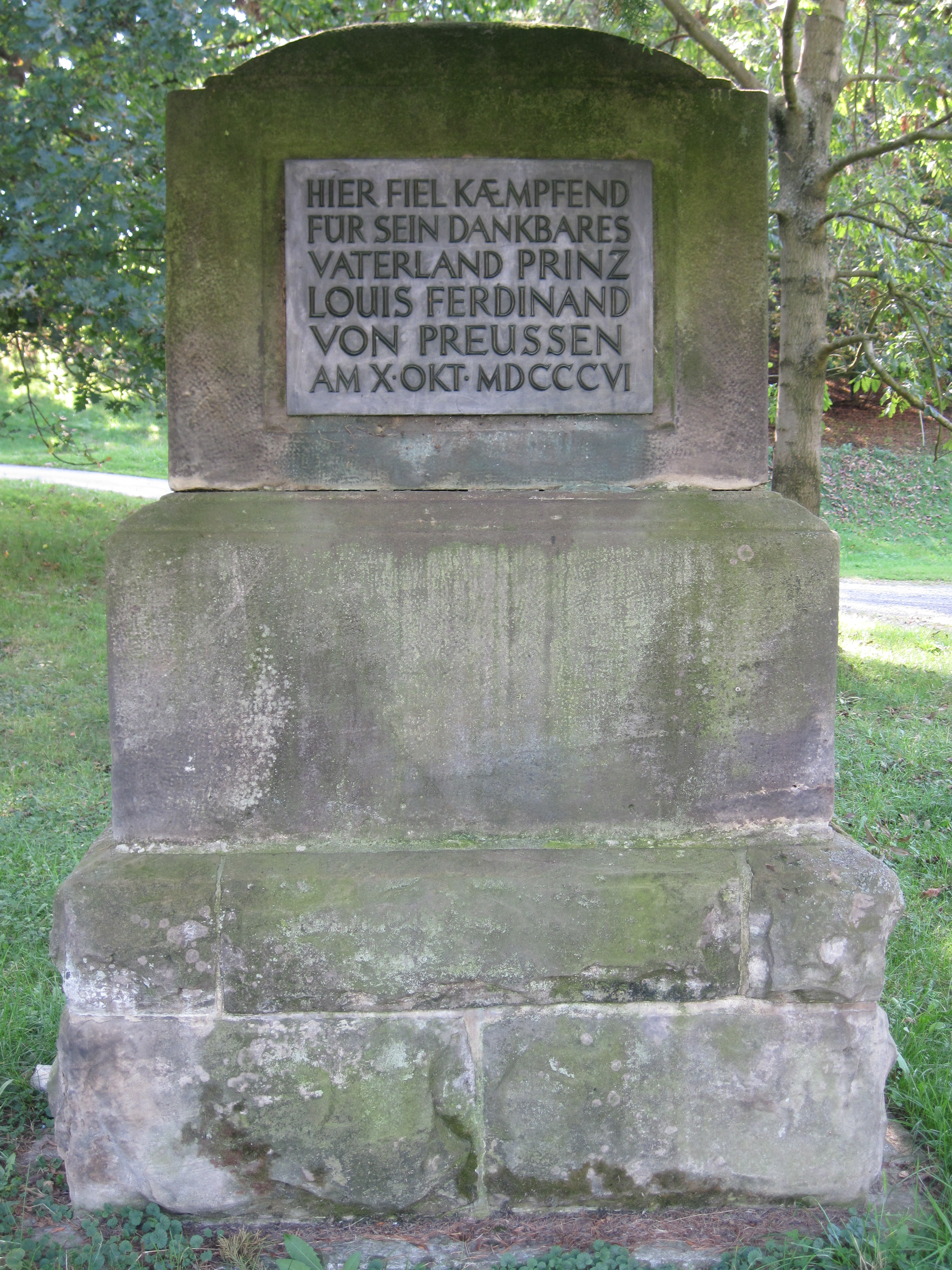
Lápida conmemorativa de Luis Fernando, erigida en 1808.